# 洪山镇 (淄博市)
洪山镇，是中华人民共和国山東省淄博市淄川区下辖的一个乡镇级行政单位。

## 行政区划
洪山镇下辖以下地区：
北工社区、涧北社区、洪山社区、南工社区、大街社区、太和社区、洪铝社区、贾石村、东省村、西省村、十里庄村、土峪村、小田庄村、车家村、车宋家村、董瓦村、解庄村、涧北村、马家村、杜坡村、北工村、北杨家村、蒲家村、东工村和红卫村。